# Хмельницький базовий медичний коледж
Хмельницький базовий медичний коледж — комунальний вищий навчальний заклад І — ІІ рівня акредитації Хмельницької обласної ради, що розташований у місті Хмельницькому.

## Структура, спеціальності
Коледж готує молодших спеціалістів за фахом
- Лікувальна справа.

Спеціальність — «фельдшер» готується для роботи в лікувально-профілактичних закладах, фельдшерсько-акушерських пунктах, станціях невідкладної медичної допомоги, санаторно-курортних установах.

Термін навчання: 4 роки на базі 9 класів.
- Сестринська справа.

Спеціальність — «медична сестра» готується для роботи в лікувально-профілактичних закладах з широким обсягом спеціалізації та санаторно-курортних установах.

Термін навчання: 4 роки на базі 9 класів; 3 роки на базі 11 класів.
- Фармація.

Спеціальність — «фармацевт».

Термін навчання: 3 роки на базі 9 класів.
- Акушерська справа

Спеціальність — «акушер».

Термін навчання: 2 роки 5 місяців на базі 11 класів.
- Відділення післядипломної освіти.

 — перепідготовка (отримання іншої спеціальності на основі здобутого раніше освітньо-кваліфікаційного рівня та практичного досвіду);

 — спеціалізація (набуття особою здатності виконувати окремі завдання та обов'язки, які мають особливості в межах спеціальності);

 — розширення профілю (підвищення кваліфікації, набуття особою здатності виконувати додаткові завдання та обов'язки в межах спеціальності).

## Матеріально-технічна база
Заняття відбуваються у 25 кабінетах, 7 лабораторіях.

Для практичного навчання за коледжем закріплено 63 лікувально-профілактичні установи міста та області.
В коледжі діють бібліотека, читальний зал, тренажерний зал. Іногородні студенти забезпечені гуртожитком на 400 місць.

## Історія
Свою історію коледж веде від двох навчальних закладів — Проскурівська школа по підготовці доглядаючого персоналу за хворими та акушерська школа міста Славута.
1923 рік — відкриття Проскурівської школи по підготовці доглядаючого персоналу за хворими. Заняття проходили в одній з робітничих шкіл Проскурова. Навчання вели 14 викладачів, з них 11 лікарів , 2 педагоги, 1 інженер. В бібліотеці було 16 книг. Навчальне обладнання — 2 мікроскопи та один набір гістологічних препаратів.

Завідувачем школи був головний лікар лікарні Голубев А. А..

На початку 30-х років школа стає фельдшерсько-акушерської школою, готує помічників лікаря та акушерок. Директор — Войтенко Дар'я Федорівна. В червні 1941 року відбувся останній випуск Проскурівської фельдшерсько-акушерської школи.
1935 — 1941 рік в м. Славуті працює акушерська школа.

1944 — 1947 рік школа знов відкривається, як акушерсько-фельдшерська, а потім — акушерська. Директор (1944 -1951 рр.) — Мошевич Мойсей Львович. Потім (до 1959 року) — Главацький Борис Григорович.

В 1954 р. школа стає Славутським медичним училищем.

1 серпня 1959 року медучилище переведено до Хмельницького.

## Відомі випускники
- Пастушин Іван Петрович — кандидат медичних наук, Заслужений лікар України, випускник 1935 року Проскурівської фельдшерсько-акушерської школи.